# Antonín Rükl
Antonín Rükl (22 de setembre de 1932, Čáslav, Txecoslovàquia – 11/12 de juliol de 2016, Praga, República Txeca)fou un divulgador txec de l'astronomia i selenògraf.
Com a estudiant, es va interessar de ben jove per l'astronomia. El 1956 es va graduar a la Universitat Tècnica de Praga i es va convertir en membre del departament astronòmic de l'Institut de Geodèsia de Praga .
A partir de 1960 va treballar al planetari de Praga; es va convertir en cap adjunt i després cap de la institució. També es va convertir en president de la secció planetària de la Unió Astronòmica Txecoslovaca. Des de 1996 fins a la seva jubilació el 1999, va ser vicepresident de la International Directors Planetarium Conference.
Rükl va ser l'autor de diversos llibres astronòmics. Va adquirir grans habilitats en cartografia i especialment en selenografia. La seva obra més famosa és l'Atlas of the Moon ("Atles de la Lluna"), profusament il·lustrat amb imatges procedents de les sondes espacials.
Rükl va estar casat i fou pare de dos fills.

## Premis i reconeixements
- L'asteroide (15395) Rükl,[4]rebé el seu nom l'any 2000.[5]
- Premi Bruno H. Bürgel, 2004
- Littera Astronomica, 2004[6]
- Premi Nušl, 2012[7]

## Obres
- Skeleton Map of the Moon, 1:6000000. Central Institute of Geodesy and Cartography, Praga 1965.
- Maps of Lunar Hemispheres, 1:10000000. D. Reidel, Dordrecht 1972.
- Moon, Mars and Venus. Hamlin, Londres 1976, ISBN 0-600-36219-1.
- Welten, Sterne und Planeten. Mosaik, Múnic 1979, ISBN 3-570-02118-1.
- The Hamlyn Encyclopedia of Stars and Planets. The Hamlyn Publishing Group Limited, Praga 1988. ISBN 0-600-55151-2.
- Hamlyn Atlas of the Moon. Hamlyn, 1991, ISBN 0-600-57190-4.
- A Guide to the Stars, Constellations and Planets. Caxton Editions, 2000, ISBN 1-84067-050-9.
- The Constellation Guide Book. Sterling Pub., Nova York 2000, ISBN 0-8069-3979-6.
- Atlas of the Moon. Sky Publishing Corp, 2004, ISBN 1-931559-07-4.
- The Constellations. amb Josef Klepešta, Hamlin, Londres 1969, ISBN 0-600-00893-2.
- Maps of Lunar Hemispheres. Reidel, Dordrecht 1972, ISBN 90-277-0221-7, a: Astrophysics and space science library. Vol. 33.
- Der Kosmos-Atlas Sterne und Planeten. amb Storm Dunlop i Wil Tirion, Kosmos, Stuttgart 2005, ISBN 3-440-10144-4.